# Охлопков Федір Матвійович
Охлопков Федір Матвійович (нар. 2 березня 1908 — 28 травня 1968) — Герой Радянського Союзу (1965). у роки німецько-радянської війни снайпер 234-го стрілецького полку. 

## Біографія
Народився 2 березня 1908 року в селі Хрест-Хальджай (нині знаходиться в Томпонском улусі Республіки Саха (Якутія)) в сім'ї бідного селянина. Якут. Освіта початкова. Працював шахтарем-відкатчиком золотоносних порід копальні Орочон Алданского району, а перед війною мисливцем-промисловиком, механізатором у рідному селі.
У Червоній Армії з вересня 1941, а з 12 грудня — на фронті. Був кулеметником, командиром відділення роти автоматників 1243-го стрілецького полку 375-ї дивізії 30-ї армії, а з жовтня 1942 — снайпер 234-го стрілецького полку 179-ї дивізії. До 23 червня 1944 року сержант Охлопков знищив зі снайперської гвинтівки 429 гітлерівських солдатів та офіцерів.
Звання Героя Радянського Союзу та Орден Леніна були присвоєні лише в 1965 році.
Після війни демобілізований. Повернувся на батьківщину.
З 1945 по 1949 — завідувач військовим відділом Таттинського РК КПСС. 10 лютого 1946 обраний депутатом Ради Національностей Верховної Ради СРСР. З 1949 по 1951 — директор Таттинської заготівельної контори з видобутку й заготівлі хутра. З 1951 по 1954 рік — керуючий Таттинською районною конторою Якутського м'ясотреста. В 1954–1960 роках — колгоспник, робітник радгоспу.
З 1960 року — на пенсії. Помер 28 травня 1968 року. Похований на цвинтарі в рідному селі.

## Нагороди
- Медаль «Золота Зірка» Герой Радянського Союзу № 10678 (1965)
- Орден Леніна (1965)
- Орден Червоного Прапора (1944)
- Орден Вітчизняної війни 2 ступеня (1943)
- 2 ордена Червоної Зірки (1942)

## Пам'ять
- Ім'я Героя присвоєно вулицям у місті Якутськ, селищі міського типу Хандига і в селі Черкех Якутії, а також судну Міністерства морського флоту.